# Modicogryllus ngamius
Modicogryllus ngamius är en insektsart som beskrevs av Otte, D., Toms och Cade 1988. Modicogryllus ngamius ingår i släktet Modicogryllus och familjen syrsor. Inga underarter finns listade i Catalogue of Life.